# Llit de reg amb metxes
Un llit de reg amb metxes (wicking bed en la seva denominació habitual en anglès) és un sistema de reg agrícola utilitzat en regions àrides on l'aigua és escassa, ideat per l'inventor australià Colin Austin. Es basa en la transmissió d'aigua des d'un dipòsit inferior fins al gruix de terres, mitjançant unes metxes fibroses. Es pot utilitzar tant en camps (àrids) com en contenidors de plantació. Tant serveix a l'aire lliure com en interiors, per exemple en hivernacles.
El sistema és dissenyat per augmentar la producció d'aliments utilitzant aproximadament un 50% menys d'aigua que el reg tradicional mitjançant la utilització de dipòsits d'aigua subterranis plens de matèria orgànica en descomposició i el procés d'evaporació.
Tot i ser un sistema de reg que fins i tot es pot equipar amb capacitat de reompliment automatitzat mitjançant un dipòsit d'aigua de pluja i una vàlvula de flotació, és un sistema considerat de baixa tecnologia.
Hi ha diversos productes de llits de reg disponibles comercialment, incloent-hi "cel·les" de reg de plàstic reciclat que, segons s'ha informat, redueixen el consum d'aigua fins a un 80% en comparació amb el reg sobre el terra.

## Avantatges
Hi ha diversos beneficis dels llits amb metxes, molts dels quals es deuen a què l'aigua es mou cap amunt des de sota per l’efecte d'absorció de les metxes:

### Eficiència hídrica
El reg des de baix produeix menys evaporació que els mètodes de reg des de dalt. Es generen estalvis importants d'aigua, atès que el gradient d'humitat és invers al dels mètodes de reg convencionals.

### Arrels més profundes
Les arrels de les plantes busquen la humitat. Per aquest motiu, sovint es recomana el reg profund. Els parterres amb humitat absorbent tenen un gradient d'humitat que afavoreix les arrels cap avall. Això proporciona plantes més estables, més sanes i menys propenses a l'estrès hídric quan les superfícies s'assequen.

### Menys malalties per fongs
La superfície d'un llit de metxes construït correctament generalment està seca, tret que hagi plogut. Això significa un nivell més baix de problemes de fongs superficials. Això beneficia especialment les verdures propenses a infeccions per fongs, com ara les varietats de cogombre, tomàquet i carbassa.

### Control de plagues superficials
Els llimacs, els cargols i altres mol·luscs prefereixen les superfícies humides. És més difícil que s'estableixin i es belluguen en llits de metxes.

### Retenció de nutrients
En una situació en camp obert, els fertilitzants solubles sovint passen a través del sòl fins al nivell freàtic. Tanmateix, en un llit de metxes, aquests es retenen al dipòsit per ser absorbits de nou a través del sòl. Això significa que es necessita menys fertilitzant.

## Desavantatges

### Plantes d'arrels profundes / invasores
L'aigua només pujarà entre 300 i 400 mm a la barreja per a testos. Això és ideal per a verdures i altres plantes d'arrels relativament poc profundes, però no és adequat per a arrels més profundes. Els arbustos, arbres o qualsevol cosa amb una estructura d'arrel invasiva poden no beneficiar-se de ser cultivats en un llit de metxes.

### Salinitat
Pot donar-se una acumulació de sal en un llit de metxes. S'han de rentar de tant en tant. Els llits ben construïts amb un bon desguàs solen esbandir-se o diluir-se amb pluges fortes, cosa que no sol ser un problema. No obstant això, en una sequera a llarg termini, és important esbandir l'aigua de tant en tant.

### Descomposició anaeròbica
És important construir un espai d'aire en un llit de metxes, entre l'aigua i el sòl, amb només un 5-10% de la superfície creuant aquest límit per a les metxes. Això evita que el sòl quedi massa xop d'aigua i ajuda a prevenir una descomposició anaeròbica olorosa. Un llit de metxes mal construït pot fins i tot tenir matèria orgànica a la capa del reservori per sota de la línia de flotació, cosa que pot desencadenar el mateix. Es recomana l'ús de carbó vegetal a les zones més baixes de la barreja per mantenir la terra de la presa sense descomposicions.

### Cost/Esforç
Establir un llit de metxes és una inversió inicial més costosa. Tanmateix, l'esforç financer generalment té un retorn en rendiments més alts i un manteniment molt menor.